# Rhizorhagium arenosum
Rhizorhagium arenosum is een hydroïdpoliep uit de familie Bougainvilliidae. De poliep komt uit het geslacht Rhizorhagium. Rhizorhagium arenosum werd in 1862 voor het eerst wetenschappelijk beschreven door Alder. 